# وست ردینگ، پنسیلوانیا
وست ریدینگ (به انگلیسی: West Reading) یک منطقهٔ مسکونی در ایالات متحده آمریکا است که در پنسیلوانیا واقع شده‌است. وست ریدینگ ۱٫۵۵ کیلومتر مربع مساحت و ۴٬۲۱۲ نفر جمعیت دارد و ۸۶٫۸۷ متر بالاتر از سطح دریا واقع شده‌است.